# Майорское сельское поселение
Майорское сельское поселение — муниципальное образование в Орловском районе Ростовской области. 
Административный центр поселения — хутор Майорский.

## Административное устройство
В состав Майорского сельского поселения входят:
- хутор Майорский;
- хутор Ермаков;
- хутор Красный Октябрь;
- хутор Успенский.

## Население
| 2010 | 2012  | 2013  | 2014  | 2015  | 2016  | 2017 |
| ---- | ----- | ----- | ----- | ----- | ----- | ---- |
| 1144 | ↘1102 | ↘1074 | ↘1062 | ↘1052 | ↘1010 | ↘983 |
| 2018 | 2019  | 2020  | 2021  |       |       |      |
| ↘974 | ↘918  | ↘903  | ↘883  |       |       |      |